# Zamia restrepoi
Zamia restrepoi — вид голонасінних рослин класу Саговникоподібні (Cycadopsida).

## Поширення, екологія
Цей вид відомий тільки по невеликій площі на півночі Колумбії в провінції Кордова. Росте уздовж або поруч з Ріо-Сіну на висотах від 75 до 150 м. Цей вид зустрічається в мокрій низовині первинного дощового лісу і савани.

## Загрози та охорона
Руйнування довкілля в районі, де ці рослини зустрічаються важке (тваринництво, видобуток і розвідка нафти). Гребля була побудована через Ріо-Сіну в Урра і рослини можуть бути втрачені в результаті районного затоплення. Рослини також видаляються і продаються колекціонерам.